# Urban Art Forms Festival
Das Urban Art Forms Festival (kurz: UAF) war ein jährliches österreichisches Musikfestival, das von 2004 bis 2015 abgehalten wurde.

## Übersicht
Gegründet und veranstaltet wurde das UAF von Christian Lakatos. Bis 2010 fand es auf dem Festivalgelände in Wiesen (Burgenland) statt, 2011 auf dem Areal der Arena Nova in Wiener Neustadt und in den Folgejahren dreimal im Schwarzl Freizeitzentrum am Schwarzlsee in Unterpremstätten bei Graz. 2015 kehrt das Festival wieder nach Wiesen zurück. Das UAF 2016 wurde abgesagt, auch 2017 gab es kein UAF. Das verwandte NU FORMS Festival wurde vom 29. Juni bis 1. Juli 2017 in Wien Wiesen abgehalten.
Neben Auftritten von Bands und DJs im Bereich der elektronischen Musik wurde ein Schwerpunkt auf Videokunst gelegt, wodurch das UAF lange auch als „Europe’s leading audiovisual electronic dance music festival“ galt. In den letzten Jahren prägten ungefähr 30 nationale wie internationale Visualisten (VJs) und Künstlerkollektive das Festival.

## Festivalbesucher
Festivalbesucher im Überblick:
- 2005:  9.000
- 2006: 11.500
- 2007: 15.000
- 2008: 30.000
- 2009: 36.000
- 2010: 45.000
- 2011: 45.000
- 2012: 51.000
- 2013: 75.000
- 2014: 60.000